# 河南省水利厅

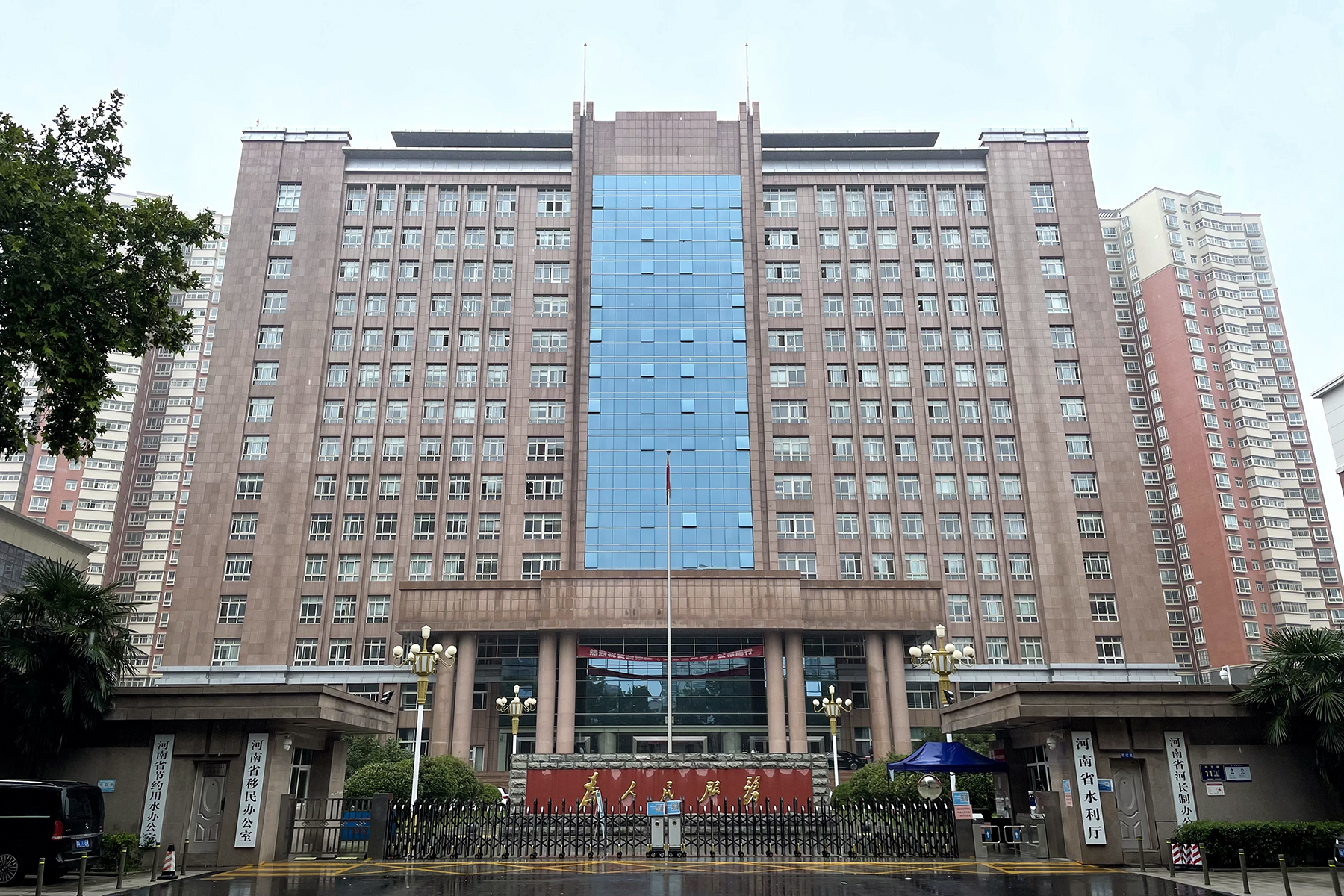
河南省水利厅办公大楼

河南省水利厅是中华人民共和国河南省人民政府主管省内水利相关事务的组成部门。

## 机构沿革
河南省水利厅最初设立于1955年3月，由当时的河南省农林厅中分设出。1969年11月变更为河南省革命委员会水利局，至1979年12月复名河南省水利厅。

## 机构设置
河南省水利厅下设以下机构：

### 内设机构
- 办公室（审计处）
- 政策法规处
- 人事处
- 财务处
- 规划计划处
- 水文水资源管理处（河南省节约用水办公室）
- 水利工程建设处
- 运行管理处
- 水土保持处
- 农村水利水电处
- 监督处
- 水旱灾害防御处
- 南水北调工程管理处
- 科技与对外合作处
- 移民安置处
- 移民后期扶持处
- 河长制工作处
- 机关党委
- 离退休干部工作处
- 省水利工会委员会

### 厅属单位
- 省河湖事务中心
- 省水利信息中心厅
- 机关服务中心
- 省水利宣传中心
- 省水利水电工程建设质量监测站
- 省农田水利水土保持技术推广站
- 省水利科学研究院
- 省水土保持监测总站
- 省水文水资源局（省水资源监测中心）
- 省防汛抗旱物资储备中心
- 省水利第一工程局
- 省水利第二工程局
- 河南水利与环境职业学院、郑州水利学校（省水利职工培训学校）
- 省农村水电及电气化发展中心
- 南阳南水北调工程建设管理处
- 郑州南水北调工程建设管理处
- 安阳南水北调工程建设管理处
- 平顶山南水北调工程建设管理处
- 新乡南水北调工程建设管理处
- 省豫东水利工程管理局
- 省豫北水利工程管理局
- 省白沙水库管理局
- 省陆浑水库管理局
- 省白龟山水库管理局
- 省沙颍河流域管理局
- 省人民胜利渠管理局
- 省水利水电学校
- 信阳水利技工学校
- 漯河水利技工学校
- 省石漫滩水库管理局
- 省燕山水库管理局
- 省水下救助抢险队
- 省河口村水库管理局
- 省水利厅幼儿园
- 省出山店水库管理局
- 省前坪水库管理局

## 历任领导
| 厅长 - 席松涛（1955年2月-1955年3月） - 彭晓林（1955年3月-1968年1月） - 徐世杰（1968年2月-1969年11月） - 杨 甫（1979年9月-1983年2月） - 齐 新（1983年3月-1987年10月） - 亢崇仁（1988年6月-1989年5月） - 马德全（1989年5月-1998年） - 韩天经（1998年-2003年2月） - 张海钦（2003年2月-2008年3月） - 王仕尧（2008年3月-2011年6月） - 王树山（2011年6月-2013年7月） - 王小平（2013年7月-2015年3月） - 李柳身（2015年3月-2018年1月） - 孙运锋（2018年6月-2022年11月） - 申季维（2023年1月-） | 党组书记 - 张海钦（2003年2月-2008年3月） - 王仕尧（2008年3月-2011年6月） - 王树山（2011年6月-2013年7月） - 王小平（2013年7月-2015年3月） - 李柳身（2015年3月-2017年12月） - 刘正才（2017年12月-2023年1月） - 申季维（2023年1月-） |